# Transcetolase
Transcetolase é uma enzima que catalisa a transferência de unidades C2 de uma cetose para uma aldose. Esta enzima têm um papel fundamental no rearranjo dos átomos de carbono dos açúcares, tal como a aldolase. Por outro lado, a transcetolase faz parte da etapa de regeneração do Ciclo de Calvin.